# Klášter Nepomuk
Klášter Nepomuk (resp. Pomuk) je někdejší cisterciácké opatství nacházející se v obci Klášter, asi 2 km severně od města Nepomuk, v Plzeňském kraji, okres Plzeň-jih, na levém břehu říčky Úslavy na úpatí Zelené hory (533 m n. m.). Šlo o v pořadí čtvrté cisterciácké opatství, založené neznámým fundátorem asi mezi lety 1144–1145.

## Název
Panují rozpory v otázce názvu kláštera. V dobových pramenech se totiž objevuje jak podoba Pomuk, tak Nepomuk. Světské dokumenty hovořící o klášteru používají obě formy, zatímco se zdá že samotní mniši užívali jméno Pomuk. Důvody tohoto rozporu nejsou známé. Od 15. se už objevuje pouze jako Nepomuk. Tento problém se týká i města Nepomuk (viz sv. Jan Nepomucký, dříve dobově nazývaný Johánek z Pomuka).

## Historie
Přesné datum založení kláštera není známo. Řádové prameny jej ovšem kladou přibližně k letům 1144–1145. Stejně tak není známa osoba zakladatele, jistě jím musel být významný muž té doby (s opatrností lze uvažovat o některém z nevládnoucích členů přemyslovské dynastie, snad o bratru krále Jindřichovi), lze však celkem s určitostí předpokládat, že se nejednalo o královskou fundaci. Opatství bylo obsazeno mnichy z mateřského kláštera v bavorském Ebrachu, čímž se v rámci cisterciáckého systému filiací stalo nejdůležitějším českým klášterem (od prvního cisterciáckého opatství v Citeaux jej dělily pouze kláštery Morimond a zmíněný Ebrach). Stejného postavení dosáhla zhruba o sto let později Zlatá Koruna. Z kláštera Nepomuk pak vzešel dceřiný klášter Žďár nad Sázavou (1252) a uvažuje se i o klášteru Svaté Pole (asi 1157, s nejasnou filiací, možná spíše z kláštera Hradiště). Vzhledem ke zničení drtivé většiny klášterních dokumentů o něm existují jen velmi kusé informace. Do začátku 13. století jsou známa pouze jména tří z jeho opatů, pro rok 1177 byl doložen opat Konrád, pro rok 1188 opat Hermannus a pro rok 1252 opat Berchtold. Pro rok 1199 je jako převor kláštera Nepomuk doložen pozdější olomoucký biskup Robert.
Dobu svého největšího rozkvětu zažíval Pomuk (stejně jako většina ostatních českých klášterů) ve 13. století. Majetková držba kláštera patřila v dobách svého rozkvětu k nejrozsáhlejším v Čechách. Jednalo se velmi přibližně o oblast severně ohraničenou městem Starý Plzenec, táhnoucí se v pásu kolem řeky Úslavy a dále až ke Klatovům. Zahrnovala asi 80 vesnic, města Blovice, Nepomuk a Plánice a 10 hospodářských dvorů. Jeho ekonomická situace se začala pozvolna zhoršovat za vlády Jana Lucemburského. Ve 14. století probíhala v širším okolí kláštera těžba zlata, kde část dolů patrně patřila přímo Pomuku. Za vlády Karla IV. se ekonomická situace nakrátko zlepšila, ale záhy přišlo s vládou Václava IV. zhoršení. Z roku 1380 pochází zpráva o morové epidemii, která se nevyhnula ani pomuckému opatství, kde zemřelo během relativně krátké doby 30 řeholníků a 13 konvršů.
Začátkem 15. století již byla situace kláštera velmi špatná. Ekonomický úpadek doprovázel i úpadek mravní (doložený poklesky proti cisterciácké řeholi). V roce 1418 již dosahovaly klášterní dluhy 12 000 zlatých a nepomohla ani údajná (není jisté zda k ní nakonec skutečně došlo) zástava majetku ve výši 3000 zlatých. Mniši dobře vnímali stupňující se napětí v českém království, proto byl v roce 1418 pomucký archiv převezen do mateřského kláštera v Ebrachu a záhy za ním odešla i část konventu. To se ukázalo jako prozíravý krok – již v druhé polovině roku 1419 přitáhl ke klášteru Mikuláš z Husi a dobyl Zelenou horu v těsném sousedství. I přesto, že se na ní udržel jen krátce (byl vyhnán katolickým pánem Bohuslavem ze Švamberka), 25. dubna 1420 přitáhli k Pomuku husité kteří jej dobyli a vypálili. To sice znamenalo fyzické zničení kláštera, ale jako instituce existoval nadále. Císař Zikmund dal klášterní majetek do zástavy Bohuslavovi a Hynku Krušinovi ze Švamberka, s podmínkou, že zaopatří opata a dalších osm mnichů. Z klášterního majetku později vzniklo panství Zelená hora.
Většina přeživších mnichů patrně zůstala v Ebrachu. Malá komunita v Pomuku přežívala až do 16. století, posledním doloženým opatem je k roku 1562 Jan z Tismic, ale již o devět let později se o něm hovoří jako o pustém. Dovršením jeho zániku pak byla ztráta jeho archivu, k níž došlo v roce 1581. Listiny byly na rozkaz Rudolfa II. převezeny zpět do Čech, zde ale v souvislosti s radou dolnorakouské komory Selbardem z Plavna zmizely. Velmi pravděpodobně se mohlo jednat o záměrné zničení kvůli definitivnímu zabránění majetkových nároků kláštera. Mělo se jednat o 15 papežských bul, 17 českých listin, 196 latinských listin a o tři knihy. V místech a v blízkém okolí kláštera vznikla ves Klášter, přičemž na stavbu obydlí, kterých měla obec v roce 1789 již 46, byl použit materiál z bývalého kláštera. Ještě jedna zmínka o zbytcích kostela svaté Markéty s polygonálním presbytářem se objevuje v roce 1665.

## Dochované zbytky kláštera
Na místě někdejšího kláštera vyrostla dnešní vesnice Klášter. V materiálu použitém na stavbu jednotlivých domů jsou dodnes patrné fragmenty a různé výzdobné architektonické prvky někdejšího kláštera. Není však již rozpoznatelný celkový obraz klášterních budov, až na románské průčelí a dvoupatrové torzo zdi s průjezdem u domu č. 39 poblíž ulice, vedoucí sem od jihu a přetínající řeku Úslavu (snad opatské sídlo, hostinský dům nebo špitál vybudovaný z kvádříkového zdiva). Nejznámějším reliktem je pak část jednopatrové zdi navazující na dům čp. 39 s několika dochovanými okny a na českém území vzácným raně gotickým portálem s vypouklým lombardským obloukem, coby pozůstatek budovy zřejmě z doby kolem roku 1230 v oblasti dnešního jižního okraje hřbitovní zdi. Dále jde o dům čp. 2 v jižní části obce při řece Úslavě, s dochovaným románským jádrem, identifikovaný jako mlýn, a gotický most. Dochovaly se také části klášterních zdí a rozličné stavební části se nacházejí v muzeích v Nepomuku a v Blovicích.